# High Voltage Software
High Voltage Software, Inc. (сокр. HVS)— американский независимый разработчик компьютерных игр, расположенный в деревне Хоффман-Эстейтс, Иллинойс. Компания была основана в 1993 году и получила максимальную известность после выпуска игры Hunter: The Reckoning, а также The Conduit и её сиквела для приставки Nintendo Wii. Начиная с 2016 года компания выпускает игры, предназначенные для устройств создания виртуальной реальности, разработанные в рамках партнерства со студией Oculus VR — Damaged Core, Dragon Front и They Live to DESTROY.

## История

### Разработка для Wii
В 2008 году руководство High Voltage Software в интервью высказывало свой интерес в повышении качества современных игр на Nintendo Wii, созданных третьесторонними разработчиками. В частности основатель компании Кэрри Дж. Ганофски говорил следующее: «Мы считаем, что третьесторонние разработчики должны брать на себя больше риска. Платформа Wii позволяет намного больше, чем пользователи видели до этого. Мы надеемся достичь более высокой планки.» Согласно мнению Главного креативного директора (англ. Chief creative officer) Эрика Нофсингера: «Наша (то есть High Voltage Software) цель — быть самым технологически инновационным разработчиком игр для платформы Wii на планете.»
High Voltage Software разработала игровой движок Quantum3 специально для Wii. Сам по себе этот движок использовался в нескольких предыдущих проектах компании, но был существенно доработан для повышения производительности на платформе Wii. Движок позволяет разработчику использовать «полный конвейер из 16 блоков текстурного окружения (TEV) материала уровня, использующего до восьми источников текстур, а также хост для инновационных операций смешивания», помимо этого он «позволяет разработчику создавать графические эффекты, которые обычно на приставках могут быть получены при использовании вершинных или пиксельных шейдеров.» К таким эффектам относятся: рельефное текстурирование, карты и проекции света и теней, отражение и эффекты Френеля, излучающие и переливающиеся материалы, продвинутое альфа-смешение, наложение глянца и деталей, размытие движения, интерактивная вода со сложными эффектами поверхности, анимированные текстуры и т. п. В движок Quantum3 также входит проработанная система искусственного интеллекта, что позволяет NPC и врагам в играх проявлять активность «подобную поведению человека».

### Игры для мобильных телефонов
Первая игра HVS для мобильных телефонов, Le Vamp, была отмечена компанией Apple как «Выбор редакции» (англ. Editor's Choice). Игра получила обновление, решавшее проблемы с совместимостью версий для устройств с ОС iOS и Android, в 2016 году. Вторая «мобильная» игра компании, Zoombies, вышла для устройств с iOS. Следующая «мобильная» игра компании, Conduit HD (порт оригинальной игры The Conduit), вышла на устройствах с Android в 2013 и получила некоторый положительный отклик.

### Игры для устройств виртуальной реальности
В 2016 году HVS выпустила игры Damaged Core и Dragon Front в партнерстве со студией Oculus VR.
Damaged Core — футуристический шутер от первого лица, анонсированный на E3 в 2015 году. Игра получила рейтинг «комфортная» (англ. comfortable) от издательства Oculus, поскольку удерживала проявления болезни движения на приемлемом уровне без ущерба для игровой атмосферы классического шутера от первого лица. Игра достигла этого, ввиду включения в сюжет игры телепортации как части механики передвижения. Пользователю предлагается играть за строку кода, которая должна жить в теле вражеского робота или в «тактических камерах», чтобы получать информацию об игровом мире.
Dragon Front — коллекционная карточная игра, содержащая компоненты классических настольных игр в кроссплатформенном, многопользовательском геймплее. О переходе игры в стадию открытого бета-теста было объявлено в лейтмотиве, открывающем мероприятие Oculus Connect 3 в Сан-Хосе, Калифорния. Игра была разработана эксклюзивно для устройства виртуальной реальности, в которую входили четыре тематически разные основные армии, каждая со своими уникальными силами, особенностями и творческими стратегиями. Стиль игрового оформления описывается как «дизельпанк встречается с высоким фэнтези» и содержит оригинальную эпическую музыку за авторством удостоенного наградами композитора Уинифред Филлипс (автор музыки к сериям Assassin’s Creed и God of War).

### Последние работы
High Voltage Software — активный разработчик программного обеспечения для восьмого поколения игровых приставок, поучаствовав в разработке Injustice: Gods Among Us, Mortal Kombat X и Saints Row IV: Re-Elected, а также став основным разработчиком Saints Row: Gat out of Hell. Последние выпущенные компанией игры стали более масштабными, нежели выпущенные ранее. Это говорит об увеличенных инвестициях в разработку игр для приставок нового поколения.
HVS остается сфокусированной на новых технологиях и новых рынках. На E3 в 2015 году High Voltage Software совместно с Oculus VR анонсировали разработку игры Damaged Core. Оценить играбельную демонстрационную версию можно было там же, на стенде Oculus. Эта демоверсия представляла геймплей шутера от первого лица на оборудовании Oculus. Игра вышла в 2016 году эксклюзивно для Oculus Rift и удостоилась похвалы критиков. Следующая игра компании для устройств виртуальной реальности, Dragon Front, вышла менее чем через три месяца и стала кроссплатформенной игрой для Oculus Rift и Samsung Gear VR.

## Награды
Игра The Conduit была названа прорывной для приставки Nintendo Wii и получила множество наград как до, так и после выхода игры. Впоследствии у игры вышло продолжение, Conduit 2, также на платформе Wii. В 2009 году High Voltage Software получила высшее место на ежегодной выставке Into the Pixel. Данное место было названо «Ford Pursued» художником Бобом Нельсоном.

## Подразделения

### Red Eye Studio
Red Eye Studio, студия, специализирующаяся на захвате движения, полностью принадлежит HVS. Пространство площадью 465 м2 (5000 футов квадратных), расположенное вдоль улицы, начинающейся у главного здания в Хоффман-Эстейтс, оборудовано камерами Vicon T160. Red Eye Studio работает как для нужд High Voltage Software, так обеспечивает захват движения для телевидения и кинокомпаний. Примеры некоторых работ компании: Leisure Suit Larry: Magna Cum Laude, Spider-Man 3, Call of Duty, Mortal Kombat vs. DC Universe, BioShock, Gnomeo & Juliet, Human Weapon и многие игры серии NBA.

### FLAME-SIM
FLAME-SIM — это программное обеспечение тренажерного симулятора, разработанное в 2007 году, позволяющее противопожарным департаментам в США и Канаде создавать обучающие виртуальные сценарии для подготовки командиров и бойцов пожарных расчетов. Динамичное окружение в реальном времени симулирует стресс, препятствия и точки принятия решения, возникающие перед пожарными расчетами на месте возгорания, что способствует лучшей подготовке командиров. Навыки, полученные тренировкой на программном обеспечении FLAME-SIM повысили результаты тестирования командиров на 20 % относительно тех, кто проходил подготовку традиционным способом. Также было отмечено, что бойцы и офицеры, обучавшиеся на FLAME-SIM, одобрительно высказывались о такой тренировке и ощущали больше уверенности, выполняя роль командира.

### HVS NOLA
В 2014 году High Voltage Software анонсировала, что сестринская студия, HVS NOLA LLC, будет открыта в Новом Орлеане. Компания пообещала создать 80 рабочих мест в течение трех лет. Студия открылась в январе 2015 года, представив своим первым работником Элтейра Лэйна (Altair Lane). С новой студией компания ещё сильнее сфокусировалась на создании новых технологий и интеллектуальной собственности для приставок новейших поколений.

## Игры

### Будущие игры
| TBA | The Grinder | N/A | Wii, X360, PS3, PC | Survival horror, Шутер от первого лица (Wii), Шутер от третьего лица (360, PS3, PC) |

### Изданные игры
| Год  | Название                                                 | Издатель                               | Платформы                                                          | Жанр                                        | Примечания                                         |
| ---- | -------------------------------------------------------- | -------------------------------------- | ------------------------------------------------------------------ | ------------------------------------------- | -------------------------------------------------- |
| 2017 | They Live to Destroy                                     | Oculus VR                              | Samsung GearVR                                                     | Строительство города / Битва с монстрами    |                                                    |
| 2016 | Dragon Front                                             | Oculus VR                              | Oculus Rift, Samsung GearVR                                        | Стратегическая коллекционная карточная игра |                                                    |
| 2016 | Damaged Core                                             | Oculus VR                              | Oculus Rift                                                        | Шутер от первого лица                       |                                                    |
| 2015 | Mortal Kombat X                                          | Warner Bros. Interactive Entertainment | Microsoft Windows                                                  | Файтинг                                     | Портирование, игра разработана NetherRealm Studios |
| 2015 | Saints Row: Gat out of Hell                              | Deep Silver                            | Xbox One, PlayStation 4                                            | Action-adventure                            | Совместно с Volition                               |
| 2015 | Saints Row IV: Re-Elected                                | Deep Silver                            | Xbox One, PlayStation 4                                            | Action-adventure                            | Портирование, игра разработана Volition            |
| 2014 | The Amazing Spider-Man 2                                 | Activision                             | Nintendo 3DS                                                       | Action-adventure                            | Портирование, игра разработана Beenox              |
| 2013 | Ben 10: Omniverse 2                                      | D3 Publisher                           | Wii U, Wii, PlayStation 3, Xbox 360                                | Файтинг                                     |                                                    |
| 2013 | Injustice: Gods Among Us                                 | Warner Bros. Interactive Entertainment | Playstation 4                                                      | Файтинг                                     | Портирование, игра разработана NetherRealm Studios |
| 2013 | Saints Row IV: Enter the Dominatrix                      | Deep Silver / Volition                 | Xbox One, PlayStation 4                                            | Action-adventure                            | Совместно с Volition                               |
| 2013 | Mortal Kombat 9                                          | Warner Bros. Interactive Entertainment | Microsoft Windows                                                  | Файтинг                                     | Портирование, игра разработана NetherRealm Studios |
| 2013 | The Conduit HD                                           | High Voltage Software                  | Android                                                            | Шутер от первого лица                       |                                                    |
| 2013 | Plants vs. Zombies 2                                     | EA / PopCap Games                      | Android                                                            | Tower Defense                               | Портирование, игра разработана PopCap Games        |
| 2013 | Zoombies: Animales de la Muerte                          | High Voltage Software                  | iOS                                                                | Shoot 'em up                                |                                                    |
| 2013 | Le Vamp                                                  | High Voltage Software                  | iOS                                                                | Платформер                                  |                                                    |
| 2012 | Victorious: Taking the Lead                              | D3 Publisher                           | Wii                                                                | Квест                                       |                                                    |
| 2012 | Batman: Arkham City Lockdown                             | Warner Bros. Interactive Entertainment | iOS, Android                                                       | Action-adventure                            |                                                    |
| 2012 | Avengers Initiative                                      | Disney Interactive                     | iOS, Android                                                       | Action-adventure                            |                                                    |
| 2012 | Nickelodeon Dance 2                                      | 2K Play                                | Wii, Xbox 360                                                      | Музыкальная игра                            |                                                    |
| 2012 | Toy Story Mania!                                         | MicroProse, Disney Interactive Studios | Xbox 360, PlayStation 3                                            | Игра для вечеринок                          |                                                    |
| 2012 | Zone of the Enders HD Collection                         | Konami                                 | PlayStation 3, Xbox 360                                            | Action, Шутер от третьего лица              |                                                    |
| 2012 | Kinect Star Wars                                         | LucasArts, Microsoft Studios           | Xbox 360                                                           | Action                                      |                                                    |
| 2012 | Country Dance All-Stars                                  | GameMill Entertainment                 | Xbox 360                                                           | Музыкальная игра                            |                                                    |
| 2011 | Country Dance 2                                          | GameMill Entertainment                 | Wii                                                                | Музыкальная игра                            |                                                    |
| 2011 | Country Dance                                            | GameMill Entertainment                 | Wii                                                                | Музыкальная игра                            |                                                    |
| 2011 | Victorious: Time to Shine                                | D3 Publisher                           | Xbox 360                                                           | Музыкальная игра                            |                                                    |
| 2011 | Nickelodeon Dance                                        | 2K Play                                | Wii, Xbox 360                                                      | Музыкальная игра                            |                                                    |
| 2011 | Nickelodeon Fit                                          | 2K Play                                | Wii                                                                | Музыкальная игра                            |                                                    |
| 2011 | Nicktoons MLB                                            | 2K Play                                | Wii, Xbox 360                                                      | Спортивный симулятор                        |                                                    |
| 2011 | Captain America: Super Soldier                           | Sega                                   | Wii, Nintendo 3DS                                                  | Action                                      |                                                    |
| 2011 | Conduit 2                                                | Sega                                   | Wii                                                                | Шутер от первого лица                       |                                                    |
| 2010 | Rudolph the Red-Nosed Reindeer (video game)              | Red Wagon Games                        | Wii, Nintendo DS                                                   | Квест                                       |                                                    |
| 2010 | Pheasants Forever Wingshooter                            | GameMill Entertainment                 | Wii                                                                | Шутер                                       |                                                    |
| 2010 | Dora’s Big Birthday Adventure                            | 2K Play                                | PlayStation 2, Wii                                                 | Квест                                       |                                                    |
| 2010 | Tournament of Legends                                    | Sega                                   | Wii                                                                | Файтинг                                     |                                                    |
| 2010 | Iron Man 2                                               | Sega                                   | Wii, PlayStation Portable                                          | Action-Adventure                            |                                                    |
| 2009 | The Conduit                                              | Sega                                   | Wii                                                                | Шутер от первого лица                       |                                                    |
| 2009 | Evasive Space                                            | Akinai Games                           | Wii                                                                | Shoot 'em up                                |                                                    |
| 2009 | Dora the Explorer: Dora Saves the Crystal Kingdom        | 2K Play                                | PlayStation 2, Wii                                                 | Action-Adventure                            |                                                    |
| 2009 | Ni Hao, Kai Lan! Super Game Day                          | 2K Play                                | PlayStation 2, Wii                                                 | Action-Adventure                            |                                                    |
| 2009 | Astro Boy: The Video Game                                | D3 Publisher                           | PlayStation 2, Wii, PlayStation Portable                           | Action-Adventure                            |                                                    |
| 2009 | High Voltage Hot Rod Show                                | High Voltage Software                  | Wii                                                                | Автосимулятор                               |                                                    |
| 2009 | The Secret Saturdays: Beasts of the 5th Sun              | D3 Publisher                           | PlayStation 2, Wii, PlayStation Portable                           | Action-adventure                            |                                                    |
| 2008 | Gyrostarr                                                | High Voltage Software                  | Wii                                                                | Шутер                                       |                                                    |
| 2008 | V.I.P. Casino: Blackjack                                 | High Voltage Software                  | Wii                                                                | Симулятор казино                            |                                                    |
| 2008 | Go, Diego, Go!: Safari Rescue                            | 2K Play                                | PlayStation 2, Wii                                                 | Квест                                       |                                                    |
| 2007 | America’s Army: True Soldiers                            | Ubisoft                                | Xbox 360                                                           | Шутер от первого лица                       |                                                    |
| 2007 | Tom Clancy's Ghost Recon Advanced Warfighter 2           | Ubisoft                                | PlayStation Portable                                               | Шутер                                       |                                                    |
| 2007 | Ben 10: Protector of Earth                               | D3 Publisher                           | PlayStation 2, Wii, PlayStation Portable                           | Action-adventure                            |                                                    |
| 2007 | Harvey Birdman: Attorney at Law                          | Capcom                                 | PlayStation 2, Wii, PlayStation Portable                           | Графический роман                           |                                                    |
| 2006 | Family Guy Video Game!                                   | 2K Games, Fox Interactive              | PlayStation 2, Xbox, PlayStation Portable                          | Квест                                       |                                                    |
| 2006 | Blitz: Overtime                                          | Midway Games                           | PlayStation Portable                                               | Спортивный симулятор                        |                                                    |
| 2006 | The Grim Adventures of Billy & Mandy                     | Midway Games                           | PlayStation 2, Wii                                                 | Файтинг                                     |                                                    |
| 2005 | Codename: Kids Next Door — Operation: V.I.D.E.O.G.A.M.E. | Global Star Software                   | GameCube, Xbox, PlayStation 2                                      | Платформер                                  |                                                    |
| 2005 | Call of Duty 2: Big Red One                              | Activision                             | GameCube                                                           | Шутер от первого лица                       |                                                    |
| 2005 | 50 Cent: Bulletproof G Unit Edition                      | Vivendi Games                          | PlayStation Portable                                               | Action                                      |                                                    |
| 2005 | Charlie and the Chocolate Factory                        | Global Star Software                   | PlayStation 2, Xbox, Microsoft Windows, Game Boy Advance, GameCube | Action-adventure                            |                                                    |
| 2005 | Zathura                                                  | 2K Games                               | PlayStation 2, Xbox                                                | Action-adventure                            |                                                    |
| 2004 | Leisure Suit Larry: Magna Cum Laude                      | Sierra Entertainment                   | PlayStation 2, Microsoft Windows, Xbox                             | Квест                                       |                                                    |
| 2004 | Duel Masters                                             | Atari, Inc.                            | PlayStation 2                                                      | Коллекционная карточная игра                |                                                    |
| 2003 | Disney’s The Haunted Mansion                             | TDK Mediactive                         | PlayStation 2, Xbox, GameCube                                      | Action-adventure                            |                                                    |
| 2003 | NBA Inside Drive 2004                                    | Microsoft Game Studios                 | Xbox                                                               | Спортивный симулятор                        |                                                    |
| 2003 | Hunter: The Reckoning: Redeemer                          | Vivendi Universal                      | Xbox                                                               | Action, Hack and slash                      |                                                    |
| 2003 | Hunter: The Reckoning: Wayward                           | Vivendi Universal                      | PlayStation 2                                                      | Action, Hack and slash                      |                                                    |
| 2002 | Hunter: The Reckoning                                    | Interplay Entertainment                | Xbox, GameCube                                                     | Action, Hack and slash                      |                                                    |
| 2002 | NBA Inside Drive 2003                                    | Microsoft Game Studios                 | Xbox                                                               | Спортивный симулятор                        |                                                    |
| 2002 | Disney’s Stitch: Experiment 626                          | Disney Interactive                     | PlayStation 2                                                      | Action                                      |                                                    |
| 2002 | NBA Inside Drive 2002                                    | Microsoft                              | Xbox                                                               | Спортивный симулятор                        |                                                    |
| 2002 | Monster Jam: Maximum Destruction                         | Ubisoft                                | Microsoft Windows                                                  | Гонки на выживание                          |                                                    |
| 2002 | Baldur's Gate: Dark Alliance                             | Interplay Entertainment                | GameCube                                                           | Ролевая игра                                | Портирование, игра разработана Snowblind Studios   |
| 2000 | NFL Quarterback Club 2001                                | Acclaim Entertainment                  | Dreamcast, Nintendo 64                                             | Спортивный симулятор                        |                                                    |
| 2000 | All-Star Baseball 2001                                   | Acclaim Entertainment                  | Nintendo 64                                                        | Спортивный симулятор                        |                                                    |
| 2000 | Ground Control: Dark Conspiracy                          | Sierra Studios                         | Microsoft Windows                                                  | Тактика в реальном времени                  |                                                    |
| 2000 | NBA Inside Drive 2000                                    | Microsoft                              | Microsoft Windows                                                  | Спортивный симулятор                        |                                                    |
| 1999 | Lego Racers                                              | Lego Media                             | Game Boy Color, PlayStation, Nintendo 64, Microsoft Windows        | Автосимулятор                               |                                                    |
| 1999 | Paperboy                                                 | Midway Games                           | Nintendo 64                                                        | Action                                      |                                                    |
| 1997 | NCAA Final Four '97                                      | Mindscape                              | PlayStation, Microsoft Windows                                     | Спортивный симулятор                        |                                                    |
| 1997 | World League Basketball                                  | Mindscape                              | PlayStation, Microsoft Windows                                     | Спортивный симулятор                        |                                                    |
| 1996 | Tempest X3                                               | Interplay Entertainment                | PlayStation                                                        | Аркада                                      |                                                    |
| 1996 | Tempest 2000                                             | Interplay Entertainment                | Sega Saturn, Macintosh                                             | Аркада                                      |                                                    |
| 1996 | NBA Hangtime                                             | Midway Games                           | Microsoft Windows                                                  | Спортивный симулятор                        |                                                    |
| 1996 | Fight For Life                                           | Atari Games                            | Atari Jaguar                                                       | Файтинг                                     |                                                    |
| 1996 | NBA Jam: Tournament Edition                              | Midway Games                           | Atari Jaguar                                                       | Спортивный симулятор                        |                                                    |
| 1996 | NHL Open Ice                                             | Midway Games                           | Microsoft Windows                                                  | Спортивный симулятор                        |                                                    |
| 1995 | Vid Grid                                                 | Jasmine                                | Atari Jaguar, Macintosh                                            | Головоломка                                 |                                                    |
| 1995 | Kid Vid Grid                                             | Jasmine                                | Atari Jaguar, Macintosh                                            | Головоломка                                 |                                                    |
| 1995 | Country Vid Grid                                         | Jasmine                                | Atari Jaguar, Macintosh                                            | Головоломка                                 |                                                    |
| 1995 | Star Trek: Starfleet Academy — Starship Bridge Simulator | Interplay Entertainment                | Sega 32X                                                           | Симулятор                                   |                                                    |
| 1995 | Ruiner Pinball                                           | Atari Games                            | Atari Jaguar                                                       | Аркада                                      |                                                    |
| 1995 | Thea Realm Fighters (Не издана)                          | Atari Games                            | Atari Jaguar                                                       | Файтинг                                     |                                                    |
| 1995 | White Men Can’t Jump                                     | Atari Games                            | Atari Jaguar                                                       | Спортивный симулятор                        |                                                    |
| 1994 | Exerton / Lifecycle — Urban Jungle                       | THQ                                    | Nintendo SNES                                                      | Прочие                                      |                                                    |
| 1994 | Sports Illustrated Golf                                  | THQ                                    | SEGA Gamegear                                                      | Спортивный симулятор                        |                                                    |